# 袁化中
袁 化中（えん かちゅう、隆慶6年（1572年）- 天啓5年8月19日（1625年9月20日））は、明代の官僚。魏忠賢の迫害により惨死した東林六君子のひとり。字は民諧、号は熙宇。本貫は武定州。

## 生涯
万暦35年（1607年）、進士に及第した。内黄知県・涇陽知県を歴任し、善政で知られた。泰昌元年（1620年）、御史に抜擢された。天啓帝が即位すると、化中は上疏して輔臣の方従哲を弾劾し、聞き入れられた。天啓元年（1621年）2月、時事の憂うべき傾向8事を取り上げて上奏した。宮禁の弛み、言論の軽さ、法紀の変更、賄賂の横行、辺境の崩壊、職掌の喪失、宦官の隆盛、人心の離反の8事である。巡按宣府・大同として出向したが、喪に服すため辞職し帰郷した。喪が明けると、河南道御史として復帰した。
天啓4年（1624年）、楊漣が魏忠賢の二十四大罪を弾劾する上疏をおこなうと、化中もまた魏忠賢の排斥を訴え、陳居恭・毛文龍・崔呈秀を批判して、魏忠賢らの一党の恨みを買った。天啓5年（1625年）3月、化中は楊鎬・熊廷弼から賄賂6000を受け取ったとの冤罪をかけられて逮捕された。許顕純に過酷な拷問を受けて、8月乙未に獄中で死去した。享年は54。崇禎初年、太僕寺卿の位を追贈された。南明の福王政権のとき、忠愍と追諡された。